# TRIM27
La proteína del dedo de zinc RFP (RING Finger Protein en inglés) es una proteína que en los seres humanos está codificada por el gen TRIM27, miembro de la familia TRIM.

## Estructura
Primaria
La TRIM27 (RING Finger Protein 76 en inglés) es una cadena de 513 aminácidos. 
Dominio RFP (dedo de zinc tipo RING): aminoácidos 16-57
Dominio B-box 1: aa 96-127
Dominio CC coiled-coil: aa 132-172
Dominio CC coiled-coil: aa 282-311
Dominio B30.2/SPRY: aa 298-492	
Secundaria
El motivo TRIM genérico incluye tres dominios de unión a zinc, uno RING, una caja B tipo 1 y una caja B tipo 2, y además una región en espiral CC.
La TRIM27 contiene un B30.2./SPRY.
El dominio SPRY es un módulo de interacción proteica, que está implicado en vías biológicas que regulan la inmunidad innata y adaptativa. La gran familia SPRY se divide en las subfamilias B30.2 (que contiene una extensión PRY en el extremo N) y “solo SPRY”.
 B30.2 en TRIM27 posee tres motivos de secuencia altamente conservados (LDP, WEVE y LDYE)
Todas las estructuras SPRY/B30.2 tienen un pliegue sándwich β doblado compuesto por dos láminas β. TRIM27 posee un dominio SPRY precedido por una región N-terminal que contenía un motivo “PRY”. 
Un dominio B30.2 humano mostró que el dominio PRY consta de tres cadenas β (β1–β3) fuertemente empaquetadas contra otras diez cadenas β (β4–β13), que forman el componente SPRY del dominio B30.2.
El dominio B30.2 es responsable de la unión de TRIM27 a la molécula de sustrato.
El dominio RING (Really Interesting New Gene) confiere actividad de ligasa E3 mediante el reclutamiento del conjugado E2-ubiquitina. 
El dominio B30.2 de TRIM27, también conocido como proteína de dedo Ret (RFP en inglés), se une al dominio de unión de nucleótidos de la proteína 2 que contiene el dominio de oligomerización de unión de nucleótidos (NOD2), y lo recluta para la ubiquitinación.
La región de coiled-coil media la interacción con EPC1 y CHD4. 
Los dominios B-box y coiled-coil median la interacción con PML. 
Los dominios B-box y coiled-coil distales median la homomultimerización. 
El dominio B30.2 media la interacción con EIF3S6.
Esta proteína se localiza en la matriz nuclear. Interactúa con el potenciador de la proteína polycomb y reprime la transcripción de genes. También se cree que participa en la diferenciación de las células germinales masculinas. Se ha demostrado que la fusión del «extremo N» de esta proteína con el «extremo C» truncado del producto del gen RET da como resultado la producción de la proteína transformadora ret.

## Gen
El gen TRIM27 se ubica en el cromosoma 6 (humano), brazo corto (p), banda 22.1, utilizando la notación internacional del locus, de manera resumida: 6p22.1. 
Codifica este miembro de la TRIM Familia de motivos tripartitos.

## Interacciones
Se ha demostrado en 1998-1999, que TRIM27 interactúa con PRAM1 y EIF3S6.